# 大久保駅 (京都府)
大久保駅（おおくぼえき）は、京都府宇治市広野町西裏にある、近畿日本鉄道（近鉄）京都線の駅。駅番号はB12。

## 歴史
開業時は地上駅であったが、駅北側で交差する府道15号と平面交差しており、周辺で交通渋滞が頻発していたため1984年から1987年にかけて当駅前後の区間が立体交差化された。それに伴い駅は約130メートル京都方に移設され、高架駅に切り替えられている。

### 年表
- 1928年（昭和3年）11月3日：奈良電気鉄道桃山御陵前 - 西大寺（現・大和西大寺）間開通時に開業[4]。相対式2面2線の地上駅。かつての京都府久世郡大久保村と広野村の中間付近に設置された。
- 1963年（昭和38年）10月1日：会社合併により近畿日本鉄道京都線の駅となる[4]。
- 1984年（昭和59年）9月20日：高架工事 起工式[5]。
- 1987年（昭和62年）
  - 10月15日：下り線高架化[1]。
  - 10月22日：上り線高架化[1][6]。同時に島式2面4線化される[1]。
- 2007年（平成19年）4月1日：ICカード「PiTaPa」使用開始[7]。
- 2020年（令和2年）6月7日：バリアフリー化に伴い、車イス対応トイレなどが改良された[8]。

## 駅構造
島式2面4線のホームを持つ、待避設備を備えた高架駅である。ホーム有効長140m（6両分）。改札口は1ヶ所のみ。東側に路線バス・タクシー乗場、自家用車駐車場を有す駅前広場を有し、西側は広い道路に面している。
地上時代の駅は府道15号線の南側に位置し、ホームの両端を踏切に挟まれており、5両編成までしか停車できなかった。高架化によってこの制約はなくなり、6両編成が停車できるようになった。

### のりば
| のりば | 路線     | 方向 | 行先                           |
| ------ | -------- | ---- | ------------------------------ |
| 1・2   | B 京都線 | 下り | 近鉄奈良・天理・橿原神宮前方面 |
| 3・4   | B 京都線 | 上り | 京都・国際会館方面             |

- 内側2線（2番線と3番線）が主本線、外側2線（1番線と4番線）が待避線である。

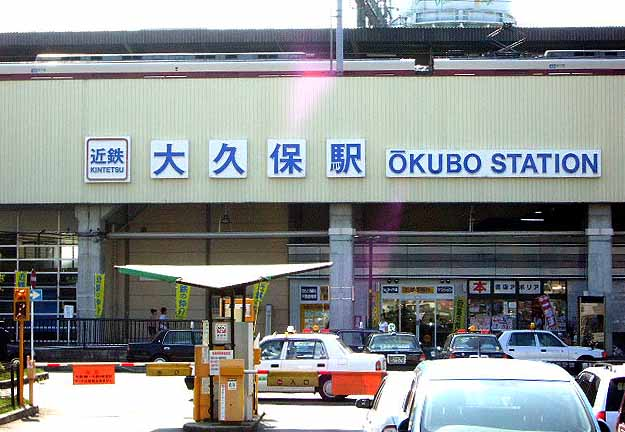
駅舎東側から
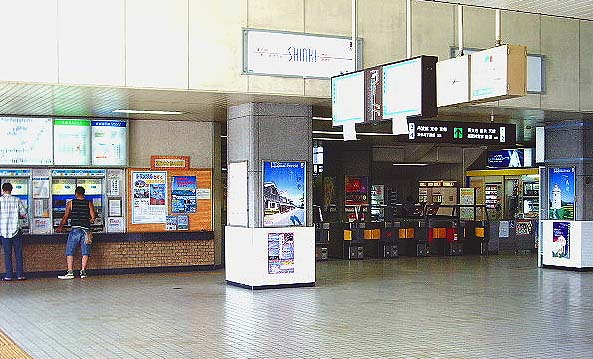
改札口
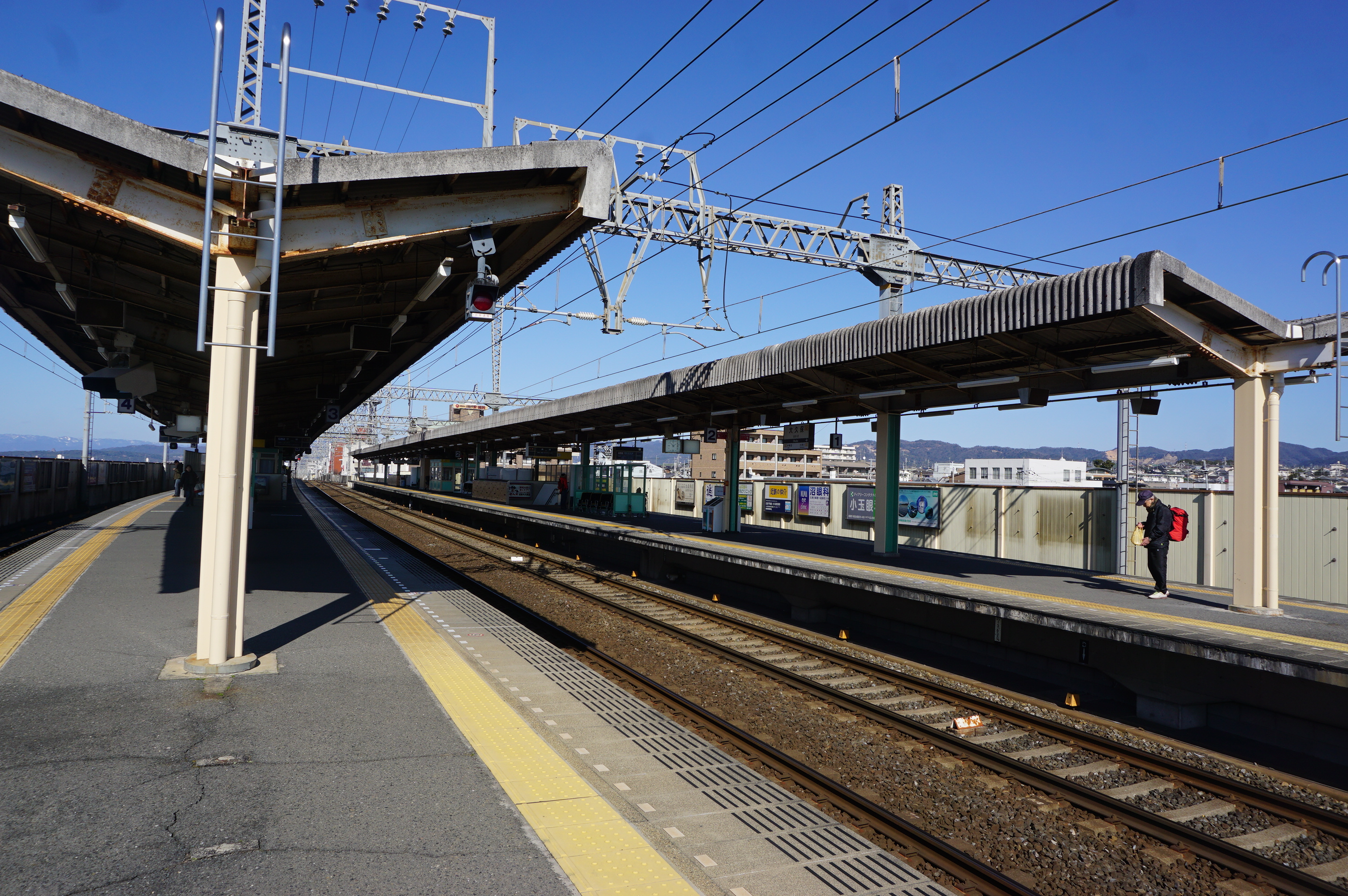
ホーム

## 特徴

### ダイヤ面
- 特急以外の全一般列車が停車する[10]。
- 京都線における急行の待避可能駅の一つであり、急行以下の列車による特急列車の待避や、急行と準急・普通列車の緩急接続が頻繁に行われている[10]。当駅以北の待避可能駅（向島駅、上鳥羽口駅）に急行は停車しないため、当駅と京都駅の間は特急に追い越されることなく急行が先着するダイヤとなっている。

### 駅設備・営業面
- PiTaPa・ICOCA対応の自動改札機および自動精算機（回数券カードおよびICカードのチャージに対応）が設置されている。
- 特急券および定期券は専用の自動発売機にて即時購入可能で、夕方の一部時間帯は窓口での発券にも対応している[11]。
- 近鉄リテーリングが運営する有人売店設置駅（ファミリーマート近鉄大久保駅改札外店）に指定されている[11]。
- バリアフリー対応工事は比較的早期に実施され、コンコース・ホーム間の移動のエスカレーターと、コンコースから上下線のホームへ向かうエレベーターが設置されている。
- 駅長が配置され、富野荘駅 - 向島駅間を管轄としている。

## 利用状況
2023年11月7日における1日乗降人員は22,040人である。京都線の途中駅では近鉄丹波橋駅・高の原駅に次いで3番目に多い。
近年の1日乗降人員の調査結果は以下の通り。
| 年度               | 特定日   | 特定日   | 年間     | 出典        | 出典          | 出典          |
| 年度               | 調査日   | 乗降人員 | 乗車人員 | 近鉄        | 京都府        | 宇治市        |
| ------------------ | -------- | -------- | -------- | ----------- | ------------- | ------------- |
| 1991年（平成03年） | -        | -        | 7,165    |             | [ 京都府 1 ]  |               |
| 1992年（平成04年） | -        | -        | 7,123    |             | [ 京都府 2 ]  |               |
| 1993年（平成05年） | -        | -        | 7,152    |             | [ 京都府 3 ]  |               |
| 1994年（平成06年） | -        | -        | 7,002    |             | [ 京都府 4 ]  |               |
| 1995年（平成07年） | -        | -        | 6,952    |             | [ 京都府 5 ]  |               |
| 1996年（平成08年） | -        | -        | 6,819    |             | [ 京都府 6 ]  |               |
| 1997年（平成09年） | -        | -        | 6,636    |             | [ 京都府 7 ]  |               |
| 1998年（平成10年） | -        | -        | 6,455    |             | [ 京都府 8 ]  |               |
| 1999年（平成11年） | -        | -        | 6,327    |             | [ 京都府 9 ]  |               |
| 2000年（平成12年） | 11月07日 | 28,910   | 6,124    | [ 近鉄 1 ]  | [ 京都府 10 ] |               |
| 2001年（平成13年） | -        | -        | 5,775    |             | [ 京都府 11 ] |               |
| 2002年（平成14年） | -        | -        | 5,724    |             | [ 京都府 12 ] |               |
| 2003年（平成15年） | 11月11日 | 28,249   | 5,722    | [ 近鉄 2 ]  | [ 京都府 13 ] |               |
| 2004年（平成16年） | -        | -        | 5,608    |             | [ 京都府 14 ] | [ 宇治市 1 ]  |
| 2005年（平成17年） | 11月08日 | 28,635   | 5,554    | [ 近鉄 3 ]  | [ 京都府 15 ] | [ 宇治市 1 ]  |
| 2006年（平成18年） | -        | -        | 5,544    |             | [ 京都府 16 ] | [ 宇治市 1 ]  |
| 2007年（平成19年） | -        | -        | 5,513    |             | [ 京都府 17 ] | [ 宇治市 1 ]  |
| 2008年（平成20年） | 11月18日 | 27,547   | 5,489    |             | [ 京都府 18 ] | [ 宇治市 1 ]  |
| 2009年（平成21年） | -        | -        | 5,245    |             | [ 京都府 19 ] | [ 宇治市 2 ]  |
| 2010年（平成22年） | 11月09日 | 26,217   | 5,164    | [ 近鉄 4 ]  | [ 京都府 20 ] | [ 宇治市 3 ]  |
| 2011年（平成23年） | -        | -        | 5,136    |             | [ 京都府 21 ] | [ 宇治市 4 ]  |
| 2012年（平成24年） | 11月13日 | 25,349   | 5,062    | [ 近鉄 5 ]  | [ 京都府 22 ] | [ 宇治市 5 ]  |
| 2013年（平成25年） | -        | -        | 5,107    |             | [ 京都府 23 ] | [ 宇治市 6 ]  |
| 2014年（平成26年） | -        | -        | 4,959    |             | [ 京都府 24 ] | [ 宇治市 7 ]  |
| 2015年（平成27年） | 11月10日 | 24,813   | 5,012    | [ 近鉄 6 ]  | [ 京都府 25 ] | [ 宇治市 8 ]  |
| 2016年（平成28年） | -        | -        | 5,093    |             | [ 京都府 26 ] | [ 宇治市 9 ]  |
| 2017年（平成29年） | -        | -        | 5,156    |             | [ 京都府 27 ] | [ 宇治市 10 ] |
| 2018年（平成30年） | 11月13日 | 25,445   | 5,157    | [ 近鉄 7 ]  | [ 京都府 28 ] | [ 宇治市 11 ] |
| 2019年（令和元年） | -        | -        | 5,241    |             | [ 京都府 29 ] | [ 宇治市 12 ] |
| 2020年（令和02年） | -        | -        | 3,998    |             | [ 京都府 30 ] | [ 宇治市 13 ] |
| 2021年（令和03年） | 11月09日 | 21,953   | 4,264    | [ 近鉄 8 ]  | [ 京都府 31 ] | [ 宇治市 14 ] |
| 2022年（令和04年） | 11月08日 | 22,693   | 4,591    | [ 近鉄 9 ]  | [ 京都府 32 ] | [ 宇治市 15 ] |
| 2023年（令和05年） | 11月07日 | 22,040   |          | [ 近鉄 10 ] |               |               |

## 駅周辺
かつての久世郡の中心付近、現在の宇治市の南西部に位置する。当駅とは徒歩圏内にあるJR西日本奈良線新田駅の前後ではそれぞれの路線がX(エックス)字状に接近（両駅付近で約300ｍ）しているほか、駅前から各方面へのバス路線（後述）が設定されている。
隣接する城陽市民、道路交通の要衝でありながら鉄道駅が存在しない久世郡久御山町民の利用者も多い。
駅の西側に陸上自衛隊の駐屯地が広がっており、駅ホームからも見渡すことができる。また、さらに西側にはかつて日産車体の工場があったが、閉鎖後も関連の企業や学校が引き続き立地している。東側は京都府道69号（旧国道24号）とその東側を並走する奈良街道（大和街道）に沿って市街化しており、大型複合施設、相応の規模を擁する複数のスーパーマーケットのほか、金融機関（銀行・生命保険の支店等）や複数のレンタカー店舗など、商業施設も立地している。ただし、スーパーマーケットに関しては2010年代後半から「イオン大久保店」（1979年3月、ニチイ大久保店として開店）、「イズミヤ大久保店」（1971年4月開店）が立て続けに閉店したが、こちらは駅内に併設されている「ハーベス大久保店」、近隣にある「平和堂 100BAN店」が補っている。
なお、大久保駅前交通広場は2012年11月19日に供用を開始している。
- 陸上自衛隊 大久保駐屯地
- 大久保青少年センター（図書室併設）
- 南宇治コミュニティセンター
  - 行政サービスコーナー
  - 宇治市図書館配本所
- 大阪国税局 宇治税務署
- 日産京都自動車大学校
- 京都中央信用金庫大久保支店
- 滋賀銀行宇治支店
- 南都銀行宇治大久保支店
- 京都銀行大久保支店
- オートワークス京都
- 近鉄ケーブルネットワーク (KCN) 京都支店
- 任天堂販売 京都物流センター
- 大久保自動車教習所
- 宇治脳卒中リハビリテーション病院
- 国道24号（大久保バイパス）
- 京都府道15号宇治淀線
- 京都府道69号城陽宇治線

## バス路線
当駅から各方面に向かう路線バスが、京都京阪バスにより運行されている。停留所名は「近鉄大久保」。
以前は駅東西側の路上にバス停が設置されていたが、2012年11月19日に大久保駅前交通広場が供用を開始し、バス停は同広場に移転した。また、これに伴う再編により、交通広場至近にある大久保駅口・大久保の両バス停は廃止された。
通学ラッシュ時のみ5番乗り場から、立命館宇治中学校・高等学校（以下、立命館宇治高校）の生徒のみ乗車可能な、スクールバスが運行されている。車両は京都京阪バスと同じ物を使用しているため、乗り間違いのないように注意が必要である（バス停の前には教員が常駐している）。
かつては東京新宿行の夜行バス、関西国際空港行、USJ（ユニバーサル・スタジオ・ジャパン）行きもあった。
| のりば | 路線名           | 行先                                  | 備考                                                           |
| ------ | ---------------- | ------------------------------------- | -------------------------------------------------------------- |
| 1      | 大久保宮ノ谷線   | 58・58A号経路：宮ノ谷                 |                                                                |
| 2      | 大久保中書島線   | 25号経路：京阪中書島                  |                                                                |
| 2      | 大久保中書島線   | 26号経路：久御山団地                  | 平日夜間1本のみ運行                                            |
| 2      | 大久保中書島線   | 26B号経路：まちの駅イオンモール久御山 | 夜間および平日朝に運行、本数わずか                             |
| 3      | 佐山大久保線     | 20号経路：京都岡本記念病院            | 終点以外降車不可。朝4本のみ1のりばから発車                     |
| 3      | 宇治大久保淀線   | 21・21A号経路：京阪淀駅               |                                                                |
| 3      | 宇治大久保淀線   | 21D号経路：田井                       | 最終便                                                         |
| 4      | 宇治大久保淀線   | 21・21D・27号経路：京阪宇治駅         |                                                                |
| 5      | 黄檗宇治大久保線 | 240号経路：京阪宇治駅/宇治市役所      | 本数わずか、夜間は宇治市役所止まり。立命館宇治高校は経由しない |
| 5      | 黄檗宇治大久保線 | 240A号経路：京阪宇治駅                |                                                                |
| 5      | 黄檗宇治大久保線 | 250号経路：JR黄檗駅                   | 平日朝1本のみ運行。立命館宇治高校は経由しない                  |
| 5      | 黄檗宇治大久保線 | 250A号経路：JR黄檗駅                  |                                                                |
| 5      | 大久保太陽が丘線 | 220号経路：太陽が丘                   | 土休日のみ運行                                                 |

※ なお、前述の宇治税務署の最寄りのバス停は、大久保中書島線と宇治大久保淀線の21・21A号経路で停車する「緑ヶ原口」（みどりがはらぐち）である。

## 隣の駅
近畿日本鉄道
B 京都線
■急行
桃山御陵前駅 (B08) - 大久保駅 (B12) - 新田辺駅 (B16)
■準急・■普通
伊勢田駅 (B11) - 大久保駅 (B12) - 久津川駅 (B13)
- 洛南高校体育祭開催当日には向島駅、文化パルク城陽でのイベント開催時には寺田駅に急行の一部が臨時停車する事がある。
- 括弧内は駅番号を示している。

### 記事本文